# Oenides
Alera là một chi bướm ngày thuộc họ Bướm nâu.